# Rita Borbás
Rita Borbás (n. 21 decembrie 1980) este o jucătoare de handbal din Ungaria. În prezent evoluează la clubul UKSE Szekszárd.

## Date personale[1]
Rita Borbás are o înălțime de 1,67 m și joacă pe postul de inter. Poartă tricoul cu numărul 26.
Foste echipe la care a evoluat: Vasas Dreher Budapest, Győri ETO Kezilabda Club, Dunaffer NK (Ungaria), Oltchim Râmnicu Vâlcea (România).